# کتاب خیالی
'''کتاب خیالی''' یا '''کتاب ساختگی'''، کتابی است که «به‌طور سنتی تنها در جهان‌های ثانویهٔ آثار داستانی وجود دارد»؛ این کتاب‌ها می‌توانند نقش‌های گوناگونی ایفا کنند و ممکن است «به‌عنوان سنگ‌بنای ساختار داستان و جهانی که در آن ظاهر می‌شوند، عمل کنند.»

## فهرست کتاب‌های خیالی مشهور
- نکرونومیکون در آثار اچ. پی. لاوکرفت به‌عنوان مخزنی از دانش اسرارآمیز، ممنوعه و شرورانه ظاهر می‌شود و در بسیاری از داستان‌های او و نویسندگان دیگر نقش دارد. با وجود منشأ طنزآمیز و ساختگی آشکار آن، بسیاری از خوانندگان گمان کرده‌اند که این کتاب واقعی است. این کتاب خیالی ظاهراً به دست «عرب دیوانه» به نام عبدال الهازرد نوشته شده است؛ شخصیتی که ادعا می‌شود در بازار عربی و در روشنایی کامل روز، توسط موجودی نامرئی تکه‌تکه شده و جان خود را از دست داده است.[۳]
- در رمان ساکن برج بلند اثر فیلیپ کی. دیک، کتاب خیالی ملخ سنگین می‌افتد توسط شخصیت عنوانی داستان، هاوثورن آبندسن نوشته شده است. رمان دیک، تاریخ جایگزینی را به تصویر می‌کشد که در آن نیروهای محور در جنگ جهانی دوم پیروز شده‌اند و ایالات متحده آمریکا میان ژاپن و آلمان نازی تقسیم شده است. کتاب درون‌داستانی (ملخ سنگین می‌افتد) نیز یک تاریخ جایگزین است که جهانی را روایت می‌کند که در آن متفقین پیروز شده‌اند، هرچند این جهان نیز در چندین جنبهٔ مهم با دنیای واقعی ما متفاوت است. در اواخر داستان، آبندسن اعتراف می‌کند که این کتاب را تحت راهنمایی کتاب چینی آی چینگ نوشته است — اثری که بر خود رمان مردی در قلعه بلند نیز تأثیرگذار بوده است.[۴]
- خورخه لوئیس بورخس، نویسندهٔ آرژانتینی، در چندین داستان کوتاه خود به‌گونه‌ای برجسته از کتاب‌ها و نویسندگان خیالی استفاده می‌کند.[۵] برخی از آفرینش‌های خیالی بورخس عبارت‌اند از:
  - کتاب شن (کتاب شن)
  - هربرت کواین، نویسندهٔ آثار خیالی مانند April March و The Secret Mirror
  - تس‌وئی پِن (Ts'ui Pen), نویسندهٔ باغ گذرگاه‌های هزارپیچ
  - میر بهادر علی، نویسندهٔ راهی به سوی معتَصم (راهی به سوی معتَصم)
  - همچنین، دانش‌نامهٔ خیالی‌ای که در داستان تلون، اوکبر، اربیس ترتیوس ظاهر می‌شود — نسخه‌ای ساختگی از دانشنامه بریتانیکا در داستان پیر مِنار، نویسنده دن کیشوت, شاعری خیالی به نام پیر مِنار تلاش می‌کند کتاب دن کیشوت را دقیقاً به همان شکل که میگل سروانتس نوشته، بازنویسی کند.
- آنتونی پاول در مجموعه رمان‌های خود با عنوان رقصی با نوای زمان بیش از سی کتاب خیالی را گنجانده است. از جملهٔ این کتاب‌ها می‌توان به آثار زیر اشاره کرد که همگی به نویسندهٔ خیالی سِنت جان کلارک نسبت داده شده‌اند: دشت‌های گل جاودانه، نظیری برای چنین شگفتی بیاور، تو خاکی هستی، دل کوهستانی‌ست، هرگز نزد ناآگاهان، حتی درازترین رود نیز، میموزا. برخی کتاب‌های دیگر مانند:سواری با شتر تا مقبره، شمشیرزنِ سرمرگ، نمایه‌ها در رشته به نویسندهٔ خیالی دیگری به نام اکس ترپنل نسبت داده شده‌اند. همچنین کتاب پیستون‌ها همچون نغمه‌ای از موتور توسط شخصیت کنت ویدمرپول (یکی از شخصیت‌های اصلی مجموعه) نگاشته شده است. به‌نوشتهٔ رابین باینوئه، مجموعه‌ای خیالی از این کتاب‌ها در میان اسناد آنتونی پاول به‌عنوان کتابخانهٔ خیالی وجود دارد.[۶]
- ویلیام بوید در رمان خود با عنوان هر قلبی انسان است (منتشرشده در سال ۲۰۰۲)، رمانی خیالی به نام کارخانه دخترسازی را گنجانده است که نویسنده‌اش شخصیت داستانی لوگان مانت‌استوارت است.[۷]
- استانیسواف لِم، نویسنده و اندیشمند لهستانی، در آثار خود از روش‌ها و ایده‌هایی بهره گرفته که شباهت زیادی به داستان‌های خورخه لوئیس بورخس دارند. او در کتاب‌هایی مانند یک دقیقه بشری و خلأ کامل به نقد و بررسی ۱۹ کتاب خیالی (و یک سخنرانی خیالی) می‌پردازد. در اثر دیگرش با عنوان بزرگ‌نمایی خیالی، چندین مقدمه بر آثار غیرواقعی وجود دارد. همچنین، در همین کتاب یک آگهی تبلیغاتی برای دانشنامه‌ای خیالی با عنوان اکستلوپدیای وسترند در ۴۴ مگنتوم ارائه شده است.
- در رمان لالایی اثر چاک پالانیک، شخصیت‌ها در جستجوی تمامی نسخه‌های باقی‌مانده از کتابی به نام ''شعرها و ترانه‌ها از سراسر جهان'' هستند؛ کتابی که شامل شعری مرگبار است. این شعر می‌تواند هر کسی را که آن را می‌شنود یا حتی در ذهن کسی به سوی او اندیشیده می‌شود، بکُشد.[۸]
- متن رمان خانه‌ای از برگ‌ها نوشتهٔ مارک زد. دانیلوفسکی عمدتاً شامل کتابی خیالی با عنوان ''گزارش ناویدسون'' به قلم نویسنده‌ای به نام زامپانو (که احتمالاً برگرفته از خورخه لوئیس بورخس است)[۹] و همچنین یادداشت‌ها و تفسیرهایی از جانب کسی به نام جانی ترونت است که این متن را پیدا کرده و ویراستاری می‌کند. ''گزارش ناویدسون'' خود اثری شبه‌دانشگاهی است که به تحلیل فیلمی مستند با همین نام می‌پردازد—فیلمی که به نظر می‌رسد در دنیای رمان ممکن است وجود داشته باشد یا ساختهٔ ذهن باشد.[۱۰][۱۱]
- بیل واترسن کتاب‌های کودکان خیالی‌ای را در کمیک استریپ کالوین و هابز قرار داده است، و گفته بود که هرگز نمی‌تواند محتوای آن‌ها را فاش کند، چرا که بدون شک در تخیل خواننده بسیار عجیب‌تر و اغراق‌آمیزتر خواهند بود. برای چندین سال، کالوین (که همیشه شش ساله باقی می‌ماند) از پدرش می‌خواهد که داستان همستر هیوئی و انفجار لزج را به عنوان قصهٔ قبل از خواب برایش بخواند. گاهی، صبر پدرش لبریز می‌شود و او نسخه‌های جدیدی از داستان را ابداع می‌کند، که حداقل نشان می‌دهد داستان اصلی چه چیزی نیست: «فکر می‌کنی مردم شهر بالاخره سرِ همستر هیوئی را پیدا می‌کنند؟» یک نسخهٔ «واقعی» از همستر هیوئی در سال ۲۰۰۴، سال‌ها پس از پایان کمیک، توسط میبل بار نوشته شد.
- دانش‌نامهٔ کهکشانی در مجموعهٔ بنیاد اثر آیزاک آسیموف، در ترمینوس و در آغاز دوران بنیاد ایجاد شد. این دانش‌نامه عمدتاً به عنوان مقدمه‌ای برای معرفی شخصیت‌ها، مکان‌ها یا شرایطی که در هر فصل گسترش می‌یابند عمل می‌کند. هر نقل‌قول حاوی بیانیهٔ حقوقی کپی‌رایت است و ترمینوس را به عنوان محل انتشار ذکر می‌کند. دانش‌نامه همچنین در راهنمای مسافران مجانی کهکشان نوشتهٔ داگلاس آدامز نیز ظاهر می‌شود.
- راهنمای مسافران مجانی کهکشان همچنین شامل یک کتاب راهنمای الکترونیکی خیالی به همین نام است. این کتاب خیالی به عنوان «مخزن استاندارد همهٔ دانش و خرد» برای بسیاری از اعضای تمدن کهکشانی در این مجموعه به‌شمار می‌رود.
- در رمان جادوگران و دنباله‌های آن، نوشتهٔ لو گروسمن، مجموعه‌ای خیالی با نام فیلوری و فراتر اثر نویسنده‌ای خیالی به نام کریستوفر پلاور معرفی می‌شود. این مجموعه، تمی اصلی و نقطهٔ ارجاعی در تمام سه‌گانهٔ جادوگران باقی می‌ماند، حتی زمانی که شخصیت‌ها وارد فیلوری واقعی می‌شوند.
- کتاب اندوه‌های شمرده‌شده کتابی است که توسط نویسندهٔ ژانر وحشت، دین کونتز، اختراع شد تا به برخی از رمان‌هایش واقع‌نمایی ببخشد. «نقل‌قول‌هایی» از این کتاب خیالی اغلب برای القای لحن فصل‌ها به کار می‌رفتند. کونتز در نهایت نسخه‌ای از این کتاب را منتشر کرد.
- زندگی و آثار نویسندهٔ آلمانی و مرموز، بنو فون آرکیمبولدی (که خود شخصیتی خیالی است) محور دو بخش از پنج بخش رمان ۲۶۶۶ آخرین اثر نوشته‌شده توسط روبرتو بولانیو است.[۱۲]
- خوان د مایرنا نویسنده‌ای ساختگی (غیراصلی یا آپوکریف) است که توسط شاعر اسپانیایی آنتونیو ماچادو خلق شده است. به گفتهٔ ماچادو، خوان د مایرنا نویسندهٔ چندین کتاب در زمینهٔ نظریهٔ زیبایی‌شناسی است که یکی از آن‌ها «هنر شاعری» نام دارد. ماچادو چندین مقاله را به تحلیل ایده‌های زیبایی‌شناختی مطرح‌شده توسط مایرنا در «هنر شاعری» اختصاص داده است.
- کتاب خیالی «دروازه‌های نه‌گانه به قلمرو سایه‌ها» مک‌گافین اصلی فیلم «دروازه نهم» ساخته رومن پولانسکی است. این کتاب ظاهراً در ونیز در سال ۱۶۶۶ نوشته شده و شامل ۹ حکاکی چوبی است که از کتاب آپوکریف «دلوملانیکون» کپی شده‌اند؛ کتابی که گفته می‌شود خود شیطان آن را نوشته است. گفته می‌شود این کتاب حاوی دانشی برای احضار شیطان و دستیابی به قدرت عظیم است. در آغاز فیلم، سه نسخه از این کتاب شناخته شده‌اند که پس از سوزاندن نویسنده و آثارش در سال ۱۶۶۷ باقی مانده‌اند.

## برای مطالعهٔ بیشتر
- David Barnett (15 October 2008). "Which are the best books that never existed?". The Guardian.
- David Barnett (17 June 2009). "Reading books that don't exist". The Guardian.
- Byers, Reid, Grolier Club, and Book Club of California. 2024. Imaginary Books: Lost, Unfinished, and Fictive Works Found Only in Other Books. First edition. Paris, New Castle, Delaware: Le Club Fortsas ; Oak Knoll Press.
- Ed Park (July 23, 2009). "Titles Within a Tale - The 'Invisible Library' Contained in Literature". The New York Times.
- Alex Dimitrov (1 September 2009). "The Invisible Library". Poets and Writers.
- Gabe Habash (8 January 2014). "The 9 Best Books That Don't Exist". Publishers Weekly.
- Claire Fallon (23 October 2014). "Fictional Books Within Books We Wish Were Real". HuffPost.
- Seth Gannon (24 March 2016). "The Borges Memorial Non-Lending Library of Imaginary Books". The Paris Review.
- D.J.Taylor (23 October 2020). "Made-up stories: What can fictional books tell us about real ones?". TLS.